# Cherry Hills Village
Cherry Hills Village es una ciudad ubicada en el condado de Arapahoe en el estado estadounidense de Colorado. En el año 2000 tenía una población de 5958 habitantes y una densidad poblacional de 367,8 personas por km².

## Geografía
Cherry Hills Village se encuentra ubicada en las coordenadas 39°38′14″N 104°56′50″O / 39.63722, -104.94722.

## Demografía
Según la Oficina del Censo en 2000 los ingresos medios por hogar en la localidad eran de $190,805, y los ingresos medios por familia eran $200,001. Los hombres tenían unos ingresos medios de más de $100,000 frente a los $49,891 para las mujeres. La renta per cápita para la localidad era de $99,996. Alrededor del 2,2% de la población estaban por debajo del umbral de pobreza.

## Educación
El Distrito Escolar Cherry Creek gestiona escuelas públicas.